# Гордола
Гордола (італ. Gordola) — місто  в Швейцарії в кантоні Тічино, округ Локарно.

## Географія
Місто розташоване на відстані близько 140 км на південний схід від Берна, 13 км на захід від Беллінцони.
Гордола має площу 6,9 км², з яких на 21,6% дозволяється будівництво (житлове та будівництво доріг), 10,5% використовуються в сільськогосподарських цілях, 61,2% зайнято лісами, 6,6% не є продуктивними (річки, льодовики або гори).

## Демографія
2019 року в місті мешкало 4666 осіб (+7,1% порівняно з 2010 роком), іноземців було 18,9%. Густота населення становила 672 осіб/км².
За віковим діапазоном населення розподілялося таким чином: 18,3% — особи молодші 20 років, 59% — особи у віці 20—64 років, 22,7% — особи у віці 65 років та старші. Було 2093 помешкань (у середньому 2,2 особи в помешканні).
Із загальної кількості 1655 працюючих 56 було зайнятих в первинному секторі, 446 — в обробній промисловості, 1153 — в галузі послуг.